# Grynnan
Grynnan (zandplaat) is een eiland in de Zweedse Kalixrivier. Het langwerpige eiland ligt aan de zuidzijde van de rivier. Het eiland heeft een oppervlakte van ongeveer 12 hectare. Er is geen oeververbinding.